# Acide N-acétylglutamique
L'acide N-acétylglutamique est synthétisé à partir d'acide glutamique et d'acétyl-CoA par l'enzyme N-acétylglutamate synthase. L'arginine est l'activateur de cette réaction.
Le N-acétylglutamate (forme anionique de l'acide N-acétylglutamique) active la carbamyl phosphate synthétase, une enzyme impliquée dans le cycle de l'urée.